# MindFreedom Internacional
MindFreedom International (MFI) é uma coalizão internacional composta por mais de cem grupos de base e milhares de membros individuais de catorze nações. Com sede nos Estados Unidos, foi fundada em 1990 por David Oaks e Janet Foner para advogar contra a medicação compulsória, contenção médica e terapia eletroconvulsiva involuntária. Sua missão declarada é proteger os direitos das pessoas rotuladas com distúrbios psiquiátricos. A adesão é aberta a qualquer pessoa que apoie os direitos humanos, incluindo profissionais de saúde mental, advogados, ativistas e familiares. A MindFreedom foi reconhecida pelo Conselho Econômico e Social das Nações Unidas como uma organização não governamental (ONG) de direitos humanos com status consultivo.

## Origens
A MFI tem suas raízes no movimento de sobreviventes da psiquiatria, que surgiu a partir do fervor pelos direitos civis do final da década de 1960 e início da década de 1970 e das histórias pessoais de abuso psiquiátrico vivenciadas por alguns ex-pacientes. Os precursores da coalizão incluem grupos de ex-pacientes dos anos 1970 como a Frente de Liberação dos Insanos, sediada em Portland, Oregão, e a Frente de Liberação de Pacientes Mentais em Nova Iorque. O texto-chave no desenvolvimento intelectual do movimento de sobreviventes, pelo menos nos Estados Unidos, foi o livro de Judi Chamberlin de 1978, On Our Own: Patient Controlled Alternatives to the Mental Health System. Chamberlin era uma ex-paciente e integrante da Frente de Liberação de Pacientes Mentais. A Support Coalition International (SCI) foi formada em 1990. Contudo, a designação foi alterada para a atual em 2005. A primeira ação pública da SCI foi realizar uma contraconferência e protesto em maio de 1990, na cidade de Nova Iorque, simultaneamente (e diretamente fora) da reunião anual da Associação Americana de Psiquiatria (AAP).